# Glyptothorax jalalensis
Glyptothorax jalalensis är en fiskart som beskrevs av Eugene K. Balon och Hensel, 1970. Glyptothorax jalalensis ingår i släktet Glyptothorax och familjen Sisoridae. Inga underarter finns listade i Catalogue of Life.